# Cornelia Oberlander
Cornelia Hahn Oberlander  (20 de junio de 1921-22 de mayo de 2021) fue una arquitecta del paisaje canadiense con sede en Vancouver, Columbia Británica. Durante su carrera, contribuyó a los diseños de muchos edificios de alto perfil tanto en Canadá como en los Estados Unidos, incluido el Robson Square y Law Courts Complex en Vancouver, la Galería Nacional de Canadá, la Cancillería canadiense en Washington D. C., la Biblioteca Pública de Vancouver, el Museo de Antropología de la Universidad de Columbia Británica y el Edificio de la Asamblea Legislativa de los Territorios del Noroeste en Yellowknife. Su firma, Cornelia Hahn Oberlander Landscape Architects, fue fundada en 1953, cuando se mudó a Vancouver.

## Biografía

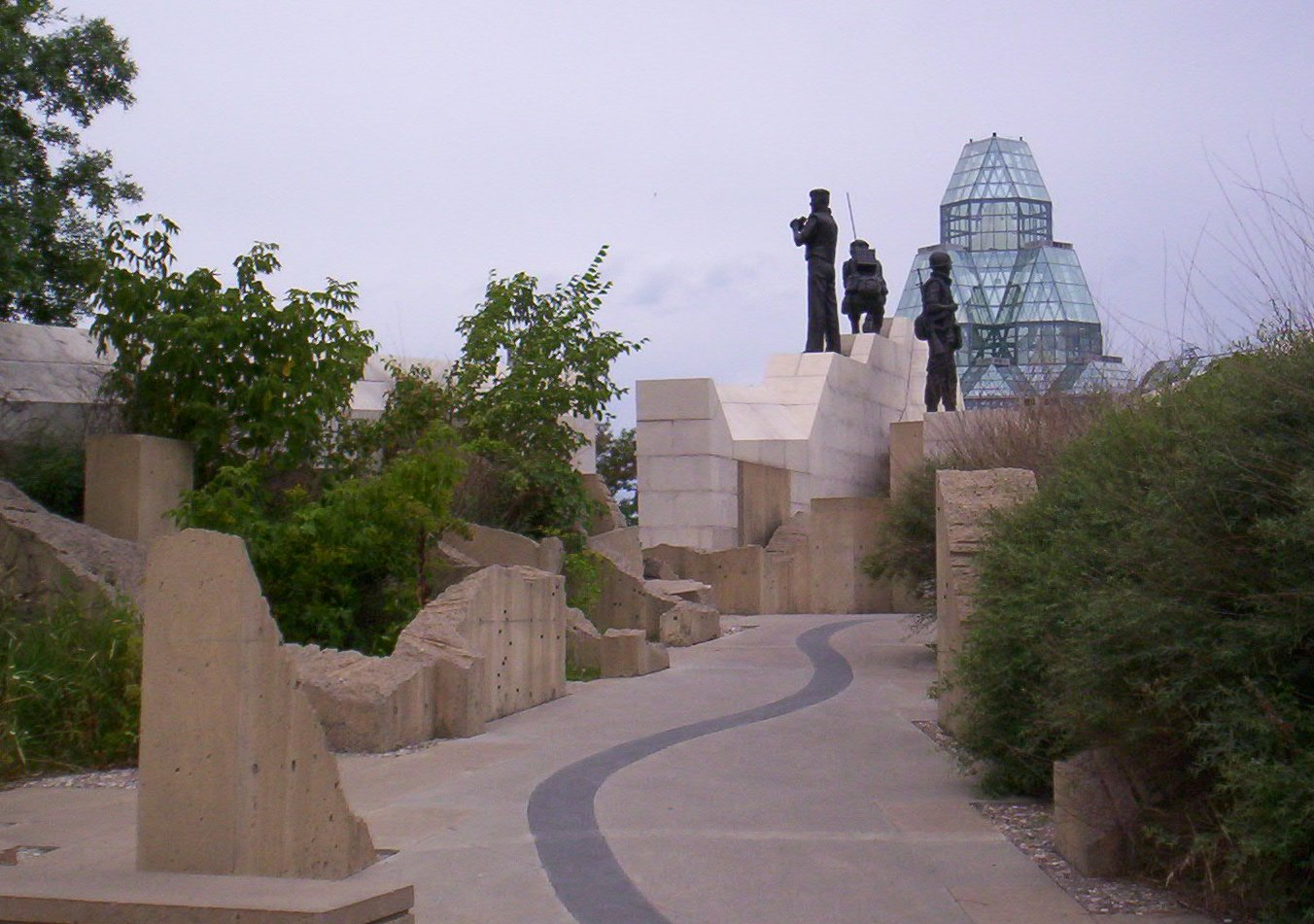
Vista parcial de tierras, Peacekeeping Monumento, Ottawa, Canadá

Oberlander nació en Muelheim-Ruhr, Alemania, el 20 de junio de 1921, hija de Beate (Jastrow) y Franz Hahn. Su familia era judía. Era sobrina del educador Kurt Hahn, fundador de Schule Schloss Salem en Alemania, Gordonstoun en Escocia y UWC Atlantic College en el Reino Unido; y Elisabeth Jastrow, la arqueóloga clásica estadounidense nacida en Alemania. En 1938, cuando Oberlander tenía 18 años junto con su hermana y su madre escaparon de la persecución nazi después del pogromo de la "Kristallnacht " [Noche de los cristales rotos] y huyeron a Inglaterra, para después emigrar a los Estados Unidos en 1939. Su madre, Beate Hahn, una horticultora que escribió libros de jardinería para niños, fomentó en ella un profundo amor y aprecio por la naturaleza desde una edad temprana.  Desde que tenía un cama de jardín cuando tenía cuatro años y sembraba guisantes y maíz, conocía la alegría de hacer crecer. En una entrevista con Mechtild Manus, rastreando las raíces de los intereses de Oberlander en la arquitectura del paisaje, Oberlander declaró: "A la edad de once años. . . Estudié un mural en el estudio del artista que muestra el río Rin y una ciudad imaginaria. Cuando le pregunté a la artista sobre los espacios verdes en este mural, me dijo que eran parques. Cuando llegué a casa le dije a mi madre 'quiero hacer parques'. A partir de ahí, toda su educación se dirigió a convertirse en arquitecto paisajista ".  Su madre tenía una granja de camiones durante la guerra, en New Hampshire, en la que trabajaba Oberlander. Fue a Estados Unidos  con la esperanza de explorar las oportunidades de educación profesional que involucraban la creación de parques y espacios verdes.
En 1944 Oberlander recibió un BA de Universidad Smith, y en 1947 era entre la primera clase de mujeres para graduar en la escuela de diseño de Harvard con un grado en arquitectura de paisaje.  En su entrevista con Sala declara, "Cuándo  fui a Herrero, las mujeres que quiso devenir arquitectos de paisaje fueron al Cambridge Escuela, una parte de Universidad de Harvard, porque en aquel tiempo, las mujeres no podrían atender Harvard. Pero con la guerra que cambiado, y en 1943 I era uno del muy primeras mujeres para ser admitidas a la Escuela de de Diseño de Harvard " Su futuro marido  Peter Oberlander, recibió un PhD en planificación regional de Harvard, y se conocieron en un pícnic. Nacido en Viena, también había huido con su familia de los nazis en 1938. Se casaron en 1953 y tuvieron tres niños. Peter Oberlander, un arquitecto canadiense y el primer profesor de Canadá de Planificación Urbana y Regional, murió el 27 de diciembre de 2008.
Oberlander empezó a trabajar con Louis Kahn y Oscar Stonorov en Filadelfia y con arquitecto de paisaje Dan Kiley en Vermont antes de mudarse con su marido en 1953 a Vancouver, donde  fundó una empresa pequeña de arquitectura de paisaje. En Vancouver, Oberlander se interesó en el movimiento de arte moderno dirigido por B.C. Binning Y Ned Pratt, combinando arte y arquitectura para dirigir las conexiones entre urbanismo y encuadres naturales circundantes. En 1999–2000,  contribuyó con su pericia al Art Gallery's Out of This Century exhibition, guiando patrones a través de la selección de piezas de arte visual que fueron escogidas de la colección permanente de la galería (por Oberlander y cinco otro Vancouverites) para reflejar y representar la escena de arte de la ciudad a través de las décadas.
Los primeros años de la carrera de Oberlander se dedicó al diseño de paisajes para proyectos de viviendas y parques infantiles para personas de bajos ingresos, el más famoso de los cuales es el Pabellón del Gobierno Canadiense, el Centro Creativo para Niños y el área de juegos para la Expo 67 en Montreal. Su primer patio de recreo, para un proyecto de vivienda pública de 1951 fue para el arquitecto Louis Kahn, que incluía un huerto y un árbol frutal. En viviendas públicas en Maclean Park, diseñó un parque infantil. En Skeena Terrace, en la Lougheed Highway, incluyó huertos vegetales.

Posteriormente ejerció en una escala más comercial, trabajando con arquitectos y otros profesionales de diferentes disciplinas para crear soluciones estéticas para proyectos desafiantes. Antes de comenzar un proyecto, lo investigaba a fondo para asegurarse de que sus esquemas innovadores también fueran prácticos y duraderos. Oberlander siempre abordó un proyecto desde un punto de vista ambiental, indicando en su discurso de convocatoria para la aceptación de un título honorífico de la Universidad Simon Fraser:
Sueño con Ciudades Verdes con Edificios Verdes donde las actividades rurales y urbanas convivan en armonía. [. . . ] "Lograr un ajuste" entre la forma construida y la tierra ha sido mi máxima. Esto solo se puede hacer si todas nuestras profesiones relacionadas con el diseño colaboran y, por lo tanto, demuestran cooperativamente su relevancia para enfrentar los enormes desafíos de desarrollo que enfrentan nuestras regiones urbanas cada vez más pobladas.
Su preocupación por el medio ambiente y por la gente en general se ejemplificó aún más en su participación en la Universidad Hebrea de Jerusalén en el Monte Scopus . Oberlander y su esposo, Peter, visitaron Israel para un congreso con la Federación Internacional de Arquitectos Paisajistas en 1962. Según el Jewish Independent, los habitantes de Oberland estaban en Israel para estudiar los sistemas de riego, pero "se enamoraron más profundamente de la tierra y su gente". Los Oberlanders participaron y encabezaron muchas actividades en beneficio de la universidad a partir de 1979, que incluyen: establecer un Programa de Estudios Canadienses, traer cajas de libros de texto canadienses a Israel para donar a la universidad, desarrollar un jardín botánico, trabajar con un equipo de planificadores para ayudar a la comunidad de Ashkalon a alojar a los colonos del norte de África y Georgia, y abogar por la restauración de edificios históricos en el campus. Los Oberlanders fueron honrados por sus contribuciones por el capítulo de Vancouver de los Amigos Canadienses de la Universidad Hebrea de Jerusalén en 2004 y visitaron Israel muchas veces en sus esfuerzos filantrópicos. 
Oberlander  fue elegida por ambos la Sociedad canadiense de Arquitectos de Paisaje, Universidad de Socios (en 1981) y la Sociedad americana de Arquitectos de Paisaje Consejo de Socios (en 1992).

## Muerte
Oberlander murió en Vancouver en mayo de 2021, un mes antes de cumplir 100 años.

## Premios y reconocimientos
- 1981 Miembro de la Sociedad Canadiense de Arquitectos Paisajistas[14]
- 1990 Miembro de la Orden de Canadá[16]
- 1991 Licenciatura honoraria en derecho, Universidad de Columbia Británica[17]
- 1992, Miembro de la Sociedad Estadounidense de Arquitectos Paisajistas[18]
- 1992 Medalla conmemorativa del 125 aniversario de la Confederación de Canadá
- 1995 Medalla aliada, Real Instituto de Arquitectura de Canadá
- 2001 Licenciatura honoraria en derecho, Universidad de Ryerson
- 2002 Licenciatura honoraria en derecho, Smith College
- 2004 Gala de recaudación de fondos de los Amigos Canadienses de la Universidad Hebrea de Jerusalén
- 2005 Licenciatura honoraria en derecho, Universidad Simon Fraser
- 2008 Licenciatura honoraria en derecho, Universidad McGill
- 2008 Licenciatura honoraria en derecho, Universidad de Dalhousie
- 2009 Oficial de la Orden de Canadá
- 2011 Galardonado con el premio Sir Geoffrey Jellicoe de la Federación Internacional de Arquitectos Paisajistas
- 2012 Galardonado con la medalla de la Sociedad Estadounidense de Arquitectos Paisajistas[19]
- 2014 Licenciatura en derecho honoraria, Universidad de Calgary[20]
- Premio Nacional Margoleño de Diseño para la Vida 2015[21]
- Recibidor inaugural de 2016 de la Medalla del Gobernador General en Arquitectura del Paisaje[22]
- 2016 Miembro de la Orden de la Columbia Británica[23]
- 2017 Compañero de la Orden de Canadá
- Medalla LAF 2017 de la Fundación Arquitectura del Paisaje
- El Premio Internacional de Arquitectura del Paisaje Cornelia Hahn Oberlander[24] fue creado por la Fundación del Paisaje Cultural (TCLF) para honrar las obras de Cornelia y su dedicación a la profesión de Arquitectura del Paisaje. Además, la TCLF nombró este premio en nombre de Oberlander para premiar sus esfuerzos para abordar problemas sociales, ambientales y ecológicos a través de su trabajo de diseño.[25] Se dice que este premio se otorga cada dos años, a partir de 2021. Este es el único premio en la profesión de Arquitectura Paisajista que incluye un premio de $ 100,000.00.

Oberlander fue miembro honorario del Architectural Institute of British de Columbia. El Centro Canadiense de Arquitectura celebró una exposición Cornelia Hahn Oberlander: Paisajes ecológicos en 2006, que contó con material del Archivo Cornelia Hahn Oberlander en el CCA y fotografías de Etta Gerdes. Fue incluida en la categoría Mujeres del año de la revista Chatelaine: 30 canadienses que encabezaron la lista de 2015.
Junto a Phyllis Lambert, Blanche Lemco van Ginkel y Denise Scott Brown, fue una de las cuatro arquitectas destacadas perfiladas en el documental City Dreamers de 2018.

## Trabajos importantes

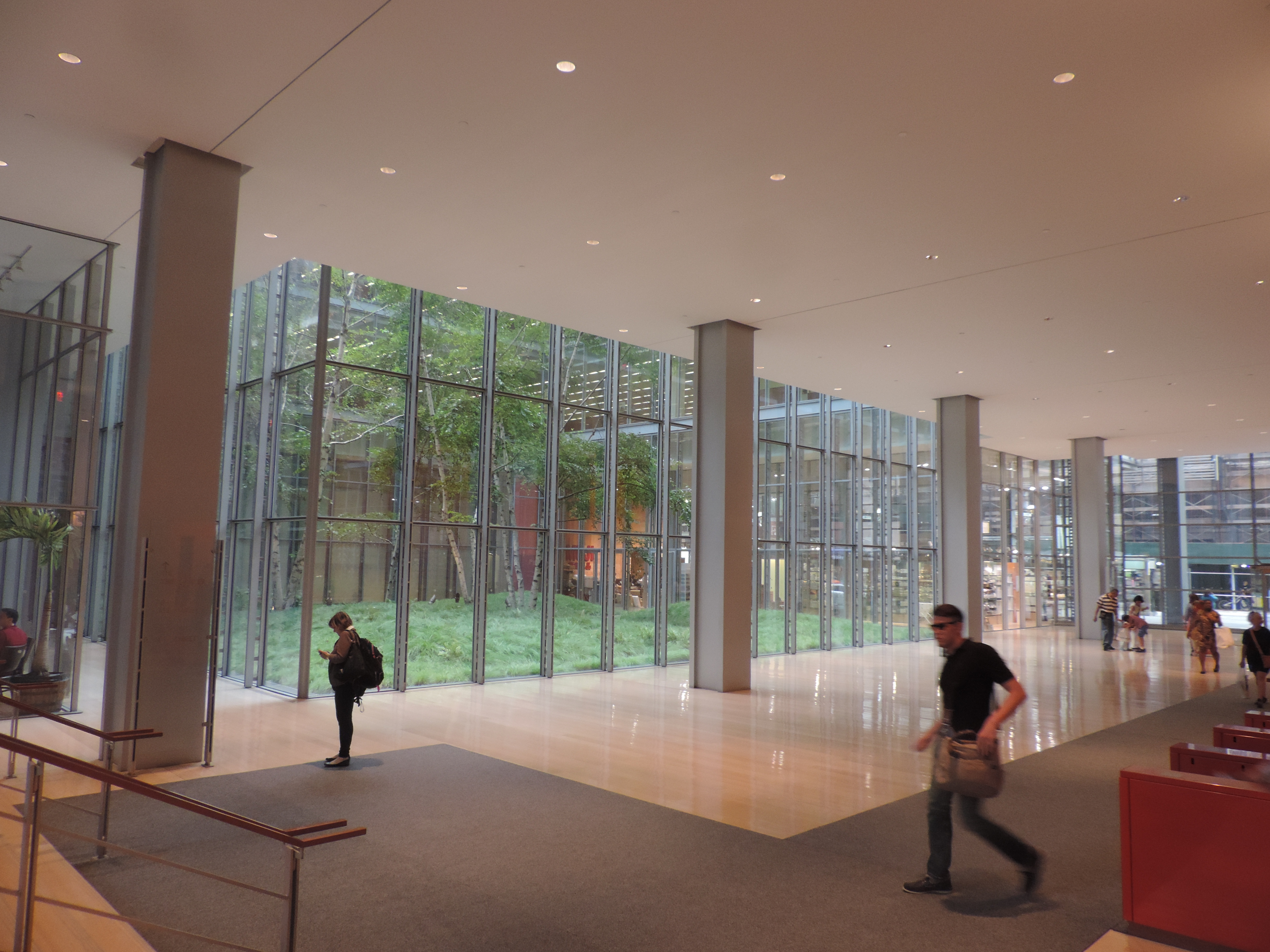
Piso de tierra jardín cerrado, Edificio de New York Times, NYC

Oberlander produjo diseños de paisaje para residencias privadas, patios, parques urbanos y otros espacios públicos, así como los proyectos importantes que incluyen landscaping para:
- 70 parques infantiles en Canadá. Oberlander ayudó a establecer el Grupo de trabajo nacional sobre el juego.
- Zona de juegos de 18th y Bigler St., Filadelfia
- Cherokee Apartments, Filadelfia
- Paisaje del aeropuerto internacional de Filadelfia
- Plan Maestro de Smith College, 1997
- Ayuntamiento de Ottawa, con Moshe Safdie, 1989-1994[29]
- Vancouver Park Board asientos de troncos naturales en las playas de Vancouver, 1964
- Atrio del edificio del New York Times que incluye una alfombra siempre verde de juncos, helechos y varios abedules[30] con el arquitecto Renzo Piano y HM White Site Architects, 2002
- Jardín botánico de la Universidad Hebrea de Jerusalén, 2004
- "azotea verde" en la embajada canadiense en Berlín, con Kuwabara Payne McKenna Blumberg Architects, 1999-2005
- Edificio CK Choi para el Instituto de Investigación Asiática de la UBC, con Matsuzaki Wright Architects, 1996
- Biblioteca Pública de Vancouver, con Moshe Safdie Architects, 1995
- Jardín de la unidad de quemados del Hospital General de Vancouver
- Edificio Legislativo de los Territorios del Noroeste, Yellowknife, con Matsuzaki / Wright Architects, 1995
- Cancillería canadiense en Washington D. C., con Arthur Erickson Architects, 1989
- Galería Nacional de Canadá en Ottawa, con Moshe Safdie Architects, 1988
- Árboles en la ciudad en coautoría, con Ira Bruce Nadel y Lesley R. Bohm, 1977
- Museo de Antropología en UBC, Vancouver, paisajes que incluyen su piscina de reflexión trasera, con Arthur Erickson Architects y Stantec Architecture, 1976 y desde 2003
- Monumento al mantenimiento de la paz : Reconciliación, 1992
- Arquitectura paisajística de Robson Square[31] y stramps[32] y complejo gubernamental de tribunales de justicia en Vancouver, con Arthur Erickson Architects, 1974-1983 y desde 2003
- Jardín Botánico VanDusen, con el arquitecto Peter Busby, proyecto del Centro de Visitantes, con Perkins y Will, 2011

## Exposiciones
- Cornelia Hahn Oberlander: Paisajes ecológicos, Centro Canadiense de Arquitectura, Montreal (2006)
- Canadian Megaform, Centro Canadiense de Arquitectura, Montreal (2014-2015)
- New Ways of Living: Jewish Architects in Vancouver 1955-1975 (en línea), The Jewish Museum and Archives of BC, Vancouver (2016)
- Bauhaus (Canadá) 101, Galería de la Escuela de Arte de la Universidad de Manitoba, Winnipeg (2020)